# Philadelphus affinis
Philadelphus affinis är en hortensiaväxtart som beskrevs av Diederich Franz Leonhard von Schlechtendal. Philadelphus affinis ingår i släktet schersminer, och familjen hortensiaväxter. Inga underarter finns listade i Catalogue of Life.